# Paradoxografía
La paradoxografía es un género de la literatura helenística griega que relata fenómenos anormales o inexplicables del mundo natural o humano.
De este género y de los siguientes autores, se conservan estas obras (unas, parcialmente; y otras, íntegramente):
- Paléfato: Sobre las cosas increíbles (Περὶ ἀπίστων) (siglo IV a. C.)
- Antígono de Caristo: Colección de cuentos maravillosos (siglo III a. C.), basado parcialmente en una obra paradoxográfica de Calímaco.
- Arato: Fenómenos (c. 240 a. C.), un poema que explica los fenómenos atmosféricos inusuales como señales de los dioses
- Apolonio el paradoxógrafo: Mirabilia (siglo II a. C.)
- Se cree que la obra del Pseudo-Aristóteles: Sobre las cosas maravillosas oídas contar (De mirabilibus auscultationibus) contiene un núcleo de material antiguo de época helenística.[1]
- Flegón de Trales: Libro de las maravillas (siglo II) es probablemente el ejemplo más famoso de este género. Incluye historias de fantasmas, relatos de nacimientos monstruosos, animales extraños como centauros, hermafroditas, esqueletos gigantes y cabezas oraculares. La obra de Flegón se caracteriza por sus descripciones breves y por la insistencia en la veracidad del relato.
- Heráclito el paradoxógrafo: Sobre los hechos increíbles (Περὶ ἀπίστων, siglo I o II)
- Claudio Eliano: Sobre la naturaleza de los animales (siglo III).

En latín, Marco Terencio Varrón y Cicerón escribieron obras sobre admiranda (hechos maravillosos) que no se han conservado.